# Cheimerius nufar
 Cheimerius nufar és un peix teleosti de la família dels espàrids i de l'ordre dels perciformes.

## Morfologia
Pot arribar als 75 cm de llargària total.

## Distribució geogràfica
Es troba a les costes occidentals de l'oceà Índic: des del Mar Roig fins a Sud-àfrica, l'Índia i Sri Lanka.